# Список политических партий острова Мэн
В данной статье перечислены политические партии действующие на острове Мэн, владении Британской короны. До выборов 2006 года политические партии не играли никакой официальной роли на острове Мэн, что, правда, не мешало им участвовать в выборах.
Традиционно, подавляющее большинство избирателей острова Мэна предпочитает голосовать за независимых кандидатов, что обеспечивает им большинство мест. Так, на выборах 1929 года независимые получили 17 мест в Палате ключей из 24, а лейбористы смогли завоевать только семь. Либеральная партия, приняв участие в трёх избирательных кампаниях, получила 2 места в 2006 и по три мандата в 2011 и 2016 годах. Партия «Сыны Мэна» за свою более чем полувековую историю смогла лишь один раз завоевать место в парламенте.

## Действующие партии
- Мэнская лейбористская партия[англ.] (англ. Manx Labour Party). Организована в 1918 году. Левый центр, социал-демократия, демократический социализм.
- «Сыны Мэна[англ.]» (англ. Mec Vannin). Учреждена в 1962 году. Левые, мэнский национализм, республиканизм, энвайронментализм.
- Либеральная партия Мэна[англ.] (англ. Liberal Vannin Party). Создана в 2006 году. Центристская, либерализм, демократический либерализм[англ.], мэнская деволюция. Имеет статус наблюдателя в Либеральном интернационале.
- Партия зелёных острова Мэн (англ. Isle of Man Green Party). Организована в 2016 году. Зелёная политика.

## Недействующие партии
- Независимые лейбористы (англ. Independent Labour). Были активны в период между Первой и Второй мировыми войнами. Участвовали в выборах 1919, 1924 и 1929 годов, каждый раз оставаясь без мандатов.
- Национальная партия Сыны Мэна (англ. National Party). Была активна в период между Первой и Второй мировыми войнами. Идентифицировала себя с британскими консерваторами, видя свою цель в противодействии деятельности Лейбористской партии. Свернула свою деятельность из-за низкой популярности.
- Либеральная партия (англ. National Party). Была активна в период между Первой и Второй мировыми войнами. На выборах 1919 года смогла провести двух своих представителей в Палату ключей.
- Мэнская народная политическая ассоциация (англ. Manx People's Political Association, MPPA). Позиционировала себя как консервативная и антисоциалистическая альтернатива Лейбористской партии, занимая позиции близкие к Национальной партии. Впервые приняли участие в выборах в Палату ключей в 1946 году, сумев добиться избрания всех своих четырёх кандидатов выдвинутых в Дугласе, в то время как из 18 кандидатов-лейбористов были избраны только двое. Свернула свою деятельность после того как депутаты от ассоциации ушли из активной политики, а последующие консерваторы предпочли участвовать в выборах как независимые.
- Мэнская национальная партия (англ. Manx National Party;  1977—1981). Создана после раскола в рядах националистической партии «Сыны Мэна». Прекратила своё существование после того как её покинул Питер Крейн, единственный член «Сынов Мэна» сумевший пройти в Тинвальд.
- Независимые лейбористы (англ. Independent Labour). Крайне левые. Участвовали в выборах 2001 года, получив 1,0 %. После 2002 года фактически прекратили свою деятельность. Сотрудничали с левой британской организацией Кена Коутса Независимая лейбористская сеть (англ. Independent Labour Network).

## Группы политического давления
Помимо политических партий на острове Мэн также действуют так называемые группы политического давления, которые не выставляют своих кандидатов, но участвуют в избирательных кампаниях, поддерживая политиков, которые идейно близки к этим группам.
- Альянс за прогрессивное правительство (англ. Alliance for Progressive Government, APG). Сформирована в 1991 году под названием Альтернативная политическая группа (англ. Alternative Policy Group) как объединение пяти членов Палаты ключей. На выборах 1996 года в парламент были избраны 6 независимых кандидатов, которых поддержала группа, позднее к ним добавились ещё двое парламентариев, избранных на довыборах. В 1998 году сменила название на Альянс за прогрессивное правительство. На выборах 2001 года было избрано три члена из четырёх выдвинутых кандидатов.
- Группа позитивных действий (англ. Positive Action Group, PAG; мэн. Possan Jantys Jarrooagh). Создана в ноябре 2006 года. Три «основных принципа»: открытое подотчётное народу правительство, строгий контроль над государственными финансами и более справедливое общество для всех.
- Мэнское движение за независимость (англ. Manx Independence Movement, MIM).

«Сыны Мэна», хотя и являются политической партией и в первые годы своего существования активно участвовали в выборах, в наши дни фактически превратились в группу политического давления.